# Лемури джуджета
Лемурите джуджета (Cheirogaleidae) наричани още миши лемури, са семейство примати, отделени от останалите Лемуроподобни в собствена група Cheirogaleoidea. Както всички лемури, така и тези се срещат само на о-в Мадагаскар.

## Физическа характеристика
Както говори названието им се отличават с много малки размери, от 13 до 28 см. дължина и тегло от 60 до 500 гр., което ги прави най-дребните съвременни примати. Имат пухкава козина, дълга опашка, малки уши и големи, близкоразположени очи. Задните им крака са по-дълги от предните. За разлика от останалите лемури имат големи горни резци.

## Начин на живот и хранене
Лемурите джуджета са нощни животни, които живеят изключително по дърветата. Рядко слизат на земята, но когато го сторят се придвижват подскачайки изправени на задните си крака. Деня прекарват в сън, свити на кълбо в хралупи или направени от тях гнезда от треви, малки клончета и листа. Някои от тях (Дебелоопашат лемур джудже) дори изпадат в летаргичен сън през сухия сезон, като за целта натрупват мазнини в задните крака и основата на опашката си. Живеят самостоятелно или на двойки. Хранят се с плодове, цвят (някои и с нектар), листа и насекоми, паякообразни и гущери.

## Размножаване на Лемурите Джуджета
След около 70-дневна бременност женските раждат 2 – 4 слепи малки, които се отбиват на 5 – 6 седмична възраст. Новородените проглеждат още на втория ден. Полова зрялост достигат на първата или втората си година. Под човешка грижа живеят до 15 години.

## Класификация
- Разред Primates – Примати
  - Подразред Strepsirrhini – Полумаймуни
    - Инфраразред Lemuriformes – Лемуроподобни
      - Надсемейство Cheirogaleoidea
        - Семейство Cheirogaleidae – Лемури джуджета
          - род Cheirogaleus – Лемури джуджета
            - Cheirogaleus medius – Дебелоопашат лемур джудже
            - Cheirogaleus adipicaudatus – Южен дебелоопашат лемур джудже
            - Cheirogaleus andysabini (Lei et al., 2015) – Лемур джудже от планината Амбър, Лемур джудже на Анди Сабин
            - Cheirogaleus major – Голям лемур джудже
            - Cheirogaleus crossleyi – Лемур джудже на Крослей, мъхнатоух лемур джудже
            - Cheirogaleus minusculus (Groves, 2000) – Малък сив лемур джудже
            - Cheirogaleus ravus (Groves, 2000) – Голям сив лемур джудже
            - Cheirogaleus sibreei – Лемур джудже на Сибри

          - род Allocebus (Cheirogaleus)
            - Allocebus trichotis – Косматоух лемур джудже

          - род Microcebus – Миши лемури
            - Microcebus murinus – Миши лемур, сив миши лемур
            - Microcebus griseorufus – Сиво-кафяв миши лемур
            - Microcebus ravelobensis (Zimmerman et al, 1998) – Златист миши лемур
            - Microcebus tavaratra (Rasoloarison et al., 2000) – Северен риж миши лемур
            - Microcebus sambiranensis (Rasoloarison et al, 2000) – Самбирански миши лемур
            - Microcebus simmonsi (Louis et al., 2006) – Миши лемур на Симънс
            - Microcebus myoxinus – Малък миши лемур, западен риж миши лемур
            - Microcebus rufus – Риж миши лемур
            - Microcebus berthae (Rasoloarison et al, 2000) – Миши лемур на мадам Берта
            - Microcebus lehilahytsara (Roos and Kappeler, 2005) – Миши лемур на Гудман
            - Microcebus jollyae (Louis et al., 2006) – Миши лемур на Джоли
            - Microcebus macarthurii[1]
            - Microcebus mittermeieri (Louis et al., 2006) – Миши лемур на Митермайер
            - Microcebus mamiratra (Andriantompohavana et al., 2006) – Миши лемур на Клер, синоним Microcebus lokobensis [2]
            - Microcebus bongolavensis [2]
            - Microcebus danfossi [2]
            - Microcebus arnholdi[3]
            - Microcebus margotmarshae
            - Microcebus gerpi

          - род Mirza (Microcebus)
            - Mirza coquereli – Миши лемур на Кокрел, гигантски миши лемур
            - Mirza zaza (Kappeler & Roos, 2005) – Северен гигантски миши лемур

          - род Phaner – Вилочели лемури, фанери
            - Phaner furcifer – Фанер, вилочел лемур (източен)
            - Phaner pallescens – Блед фанер, западен вилочел лемур
            - Phaner parienti – Фанер на Париент
            - Phaner electromontis – Амберски фанер